# Милорад Петровић Лорд
Милорад Петровић – Лорд (Сумраковац, код Зајечара, 18. април 1882 — Београд, 12. јун 1981) био је високи официр српске војске и армијски генерал југословенске војске.

## Биографија
Рођен је 18. априла 1882. године у Сумраковцу, од оца Ватка и мајке Јовице. У војску је ступио 1899, као питомац 32. класе ниже школе Војне Академије. Даље школовање је наставио као питомац 17. класе више школе Војне академије.
Оженио се Јованком, студенткињом медицине у Загребу, кћерком Симе Стојанчевића, касационог судије из Београда. Имао је две кћерке и једног сина. Старија кћерка Милица удала се за Павла Јовановића Ресавца, док млађа кћерка Мирјана је била такође удата и радила је као германиста за Њујорк Тајмс. Син Бранислав као дипломирани правник био је дописник Ројтерса, Гардијана и Франс Преса из Београда.

## Активна служба
Војничку службу је започео на дужности водника у 15. пешадијском пуку са чином потпоручника 1901. године. Након тога премештен за водника у Школи гађања а потом и за командира у 18. пешадијском пуку. Дана 4. октобра 1908. године, постављен за командира 2. чете 3. батаљона у 4. пешадијском пуку. На почетку Првог балканског рата 1912. године, именован за ордонанс официра у Врховној команди а потом и у Оперативном одељењу Врховне команде. На том положају остао до краја Другог балканског рата. За време Арнаутске побуне 1913. био је командант Скопске железничке станице.
Избијањем Првог светског рата 1914. године, премештен за команданта Београдске железничке станице, да бих потом изабран поново у Оперативно одељење Врховне команде. Током Колубарске битке био је у Штабу 1. армије и сарађивао је са генералом (потоњим војводом) Живојином Мишићем. Године 1915. постављен је за помоћника начелника Штаба Тимочке дивизије Првог позива, под командом генерала Владимира Кондића. Од децембра 1915. године до фебруара 1916. године био је командант српских трупа у Валони, а потом поново је постављен за помоћника начелника штаба Тимочке дивизије. Године 1917, постављен за помоћника главног интенданта а 1918. године па до краја рата био је начелник Штаба Дринске дивизије, под командом Крсте Смиљанића.
Након завршетка Првог светског рата учествовао је у борбама за ослобађање Корушке 1919. године. Дана 4. октобра 1920. године, постао је начелник Генералштаба Савске дивизијске области а од 6. новембра исте године премештен је за помоћника начелника Штаба Генералштаба Треће армијске области. Од 24. новембра 1921. године постао је шеф Оперативног одсека у Оперативном одељењу Главног генералштаба. Током овог службовања паралелно предавао је Тактику на Нижој школи Војне академије у периоду од 23. јануара 1922. до 20. октобра 1923. године. Дана 17. септембра исте године премештен за команданта 9. пешадијског пука. Вршилац дужности начелника постао је 3. марта 1924. године а потом именован и за начелника Генералштабног одељења у Министарству војске и морнарице. Вршилац дужности команданта Тимочке дивизијске области постао је 16. септембра 1930. године. Након овог положаја постављен је за вршиоца дужности другог помоћника у Министарству војске и морнарице. Године 1937. премештен за првог помоћника у Министарству војске и морнарице а 27. новембра исте године постао је командант Прве армијске области. Дана 12. септембра 1940. године именован је за команданта града Београда. На овом положају задржао се до војног пуча 27. марта 1941. године. Тог дана налазио се у Загребу заједно са дивизијским генералом Душком Трифуновићем код армијског генерала Петра Недељковића. Ту је упознат са завером против кнеза Павла и његовим хапшењем које је извршио генерал Недељковић по налогу армијског генерала Душана Симовића.

## Априлски рат, заробљеништво и последње године
Почетком Априлског рата постављен за команданта Прве групе армија и на том положају је заробљен од стране усташа 10. априла 1941. године. Заједно са 21 генералом одведен у заробљеништво. Дана 16. априла у Загребу је извршено прикупљање заробљених официра који су интернирани преко Аустрије у Немачки логор Офлаг VI Б. Дана 28. септембра исте године пребачен у Нирнберг да би 1942. године био пребачен у Оснабрик. Ту је и дочекао ослобођење. Дана 22. јуна 1945. године, одазвао се позиву Југословенске војне мисије и затражио је репатријацију у Југославију. Априла 1946. године дао је изјаву о учешћу у Априлском рату, па је након тога добио генералску пензију.
Преминуо је у 99. години живота, 12. јуна 1981. године у Београду. Његовом смрћу нестао је и последњи генерал Југословенске краљевске војске.
Био је доживотни председник Удружења носилаца Албанске споменице.

## Официрско напредовање
Унапређен је у чин: потпоручника 1901; капетана прве класе 1912; мајора 1913; потпуковника 1915; бригадног генерала 28. јуна 1927; дивизијског генерала 17. децембра 1932; и армијског генерала 1. децембра 1938. године.
Одликован је Орденом Карађорђеве звезде IV степена, Орденом белог орла IV и V степена, Орденом Југословенске круне II и III степена, Орденом белог орла са мачевима IV степена, Орденом Светог Саве II, III и IV степена, Златном медаљом за храброст и бројним медаљама и споменицама. Такође је одликован са седам страних одликовања.